# Sint-Michielskerk (Killem)
De Sint-Michielskerk (Frans: Église Saint-Michel) is de parochiekerk van de gemeente Killem in het Franse Noorderdepartement.

## Geschiedenis
Oorspronkelijk stond hier een romaans kerkgebouw, opgetrokken in ijzerzandsteen, van de 11e eeuw en eerste helft 12e eeuw. Deze kerk werd tijdens de godsdienstoorlogen (einde 16e eeuw) vernield en begin 17e eeuw hersteld in laatgotische stijl als driebeukige hallenkerk. In de westgevel zijn nog muurresten van de romaanse kerk te zien.

## Gebouw
De kerk heeft een zware westtoren op vierkante plattegrond, voorzien van een naaldspits.
Er zijn zijaltaren in barokstijl, met Antwerpse invloed. De kerk bezit houtsnijwerk in rococostijl.